# Otgontsetseg Galbadraj
Otgontsetseg Galbadraj –en kazajo, Отгонцэцэг Галбадрах; en mongol, Галбадрахын Отгонцэцэг, Galbadrajyn Otgontsetseg– (Ulán Bator, Mongolia, 25 de enero de 1992) es una deportista kazaja de origen mongol que compite en judo.
Participó en los Juegos Olímpicos de Río de Janeiro 2016, obteniendo una medalla de bronce en la categoría de –48 kg. En los Juegos Asiáticos de 2018 obtuvo una medalla de bronce en la misma categoría.
Ganó dos medallas de bronce en el Campeonato Mundial de Judo, en los años 2017 y 2018, y tres medallas en el Campeonato Asiático de Judo entre los años 2016 y 2019.

## Palmarés internacional
| Juegos Olímpicos    | Juegos Olímpicos        | Juegos Olímpicos  | Juegos Olímpicos |
| Año                 | Lugar                   | Medalla           | Categoría        |
| ------------------- | ----------------------- | ----------------- | ---------------- |
| 2016                | Río de Janeiro (Brasil) | Medalla de bronce | –48 kg           |
| Campeonato Mundial  |                         |                   |                  |
| Año                 | Lugar                   | Medalla           | Categoría        |
| 2017                | Budapest (Hungría)      | Medalla de bronce | –48 kg           |
| 2018                | Bakú (Azerbaiyán)       | Medalla de bronce | –48 kg           |
| Juegos Asiáticos    |                         |                   |                  |
| Año                 | Lugar                   | Medalla           | Categoría        |
| 2018                | Yakarta (Indonesia)     | Medalla de bronce | –48 kg           |
| Campeonato Asiático |                         |                   |                  |
| Año                 | Lugar                   | Medalla           | Categoría        |
| 2016                | Taskent (Uzbekistán)    | Medalla de oro    | –48 kg           |
| 2017                | Hong Kong (China)       | Medalla de plata  | –48 kg           |
| 2019                | Fujairah (EAU)          | Medalla de plata  | –48 kg           |